# سیارک ۹۲۵۹
سیارک ۹۲۵۹ (به انگلیسی: 9259 Janvanparadijs، نامگذاری:2189T-2) نه هزار و دویست و پنجاه و نهمین سیارک کشف شده‌است که در ۲۹ سپتامبر ۱۹۷۳ کشف شد.
قدر مطلق سیارک برابر ۱۴٫۱۰ است.